# 布法罗鲨鱼队
布法罗鲨鱼队（英語：Buffalo Sharks），原名布法罗银猩队（英語：Buffalo Silverbacks），是新美国篮球协会的一支球队，球队主场设在纽约州的水牛城。